# حزب التجديد الديمقراطي (بنين)
حزب التجديد الديمقراطي (بالفرنسية: Parti du renouveau démocratique)‏ هو حزب سياسي في بنين بقيادة أدريان هونغبيدجي. عاش هونغبيدجي في المنفى لعدة سنوات، لكنه عاد إلى بنين للمشاركة في المؤتمر الوطني لعام 1990. أسس حزبه إلى حد كبير حول الأعضاء المنفيين الآخرين. تم الاعتراف بـالحزب قانونًا في 24 سبتمبر 1990.
انتخب هونغبيدجي لعضوية الجمعية الوطنية في الانتخابات البرلمانية عام 1991 وشغل منصب رئيس الجمعية الوطنية حتى عام 1995.
في عام 1996 انضم الحزب إلى الحكومة، وعين هونغبيدجي رئيسًا للوزراء. لكن التحالف لم يدم. بعد الانتخابات البرلمانية لعام 1999، انتخب هونغبيدجي مرة أخرى رئيسًا للجمعية الوطنية.
يقع مقر الحزب بشكل رئيسي في أويمي. في الانتخابات الرئاسية في 5 مارس 2006، فاز هونغبيدجي، مرشح الحزب، بنسبة 24.2 ٪ من الأصوات في الجولة الأولى. في الجولة الثانية فاز بنسبة 25.4٪ وخسر أمام يايي بوني.

## نتائج الانتخابات النيابية
- 1991 - 9 مقاعد، بالتحالف مع الحزب الوطني للديمقراطية والتنمية.[1]
- 1995- 18 مقعدًا [2]
- 1999- 11 مقعدًا [3]
- 2003- 11 مقعدًا [4]
- 2007- 10 مقاعد [5]
- 2011 - لم يشارك
- 2015- 10 مقاعد